# Minto (Dakota Północna)
Minto – miasto w Stanach Zjednoczonych, w stanie Dakota Północna, w hrabstwie Walsh.